# Stazione di Cagliari Via Puccini
Stazione di Cagliari Via Puccini 2004-ben bezárt vasútállomás Olaszországban, Szardínia régióban, Cagliari településen.

## Vasútvonalak
Az állomást az alábbi vasútvonalak érintették:
- Cagliari–Isili-vasútvonal

## Kapcsolódó állomások
A vasútállomáshoz az alábbi állomások vannak a legközelebb: 
- Stazione di Cagliari Largo Gennari
- Stazione di Cagliari Piazza Repubblica